# Jednotka sboru dobrovolných hasičů
Jednotka sboru dobrovolných hasičů (JSDH) obce nebo závodu je jednotka požární ochrany (JPO), která se zřizuje na základě §29 a § 68 zákona 133/1985 Sb., o požární ochraně, ve znění pozdějších předpisů.
Organizační struktura jednotky je stanovena ve vyhlášce 247/2001 Sb., o organizaci a činnosti jednotek PO ve znění vyhlášky 226/2005 Sb.
Každý hasič v této jednotce je proškolen nejméně 40 hodinami teoretických i praktických znalostí ročně a dále je musí doplňovat. Musí mít potvrzení od lékaře, že je schopný a zdravotně způsobilý v jednotce působit a každé 2 roky toto potvrzení obnovovat. Zvlášť velké nároky jsou kladeny na nositele dýchací techniky a řidiče.

## Rozdělení
Jednotky JPO I zřizuje Hasičský záchranný sbor České republiky.
- JPO II/1 – jednotka sboru dobrovolných hasičů obce s územní působností kategorie JPO II, která zabezpečuje výjezd družstva o zmenšeném početním stavu (4 hasiči) a zřizuje se zpravidla ve vybrané obci s počtem obyvatel nad 1000,
- JPO II/2 – jednotka sboru dobrovolných hasičů obce s územní působností kategorie JPO II, která zabezpečuje výjezd dvou družstev o zmenšeném početním stavu (celkem 8 hasičů) a zřizuje se zpravidla ve vybrané obci s počtem obyvatel nad 1000,
- JPO III/1 – jednotka sboru dobrovolných hasičů obce s územní působností kategorie JPO III, která zabezpečuje výjezd družstva o zmenšeném početním stavu (4 hasiči) a zřizuje se zpravidla ve vybrané obci s počtem obyvatel nad 1000,
- JPO III/2 – jednotka sboru dobrovolných hasičů obce s územní působností kategorie JPO III, která zabezpečuje výjezd dvou družstev o zmenšeném početním stavu (celkem 8 hasičů) a zřizuje se zpravidla ve vybrané obci s počtem obyvatel nad 1000,
- JPO V – jednotka sboru dobrovolných hasičů obce s místní působností kategorie JPO V, která zabezpečuje výjezd družstva o zmenšeném početním stavu (4 hasiči).

Poznámka: Jednotka sboru dobrovolných hasičů obce, která není zařazena do plošného pokrytí, má základní početní stav členů jako jednotka JPO V.
Členové v jednotkách kategorie JPO II mohou činnost vykonávat jako svoje vedlejší nebo hlavní povolání.

## Minimální vybavenost prostředky
| Vnitřní organizace jednotky                                    | Kategorie jednotky | Kategorie jednotky | Kategorie jednotky | Kategorie jednotky | Kategorie jednotky |
| Vnitřní organizace jednotky                                    | JPO II/1           | JPO II/2           | JPO III/1          | JPO III/2          | JPO V              |
| -------------------------------------------------------------- | ------------------ | ------------------ | ------------------ | ------------------ | ------------------ |
| Celkem základní početní stav členů                             | 12                 | 24                 | 12                 | 24                 | 9                  |
| Počet členů v pohotovosti pro výjezd v dané kategorii jednotky | 4                  | 8                  | 4                  | 8                  | 4                  |
| Funkce                                                         |                    |                    |                    |                    |                    |
| Velitel                                                        | 1                  | 1                  | 1                  | 1                  | 1                  |
| Velitel družstva                                               | 2                  | 5                  | 2                  | 5                  | 2                  |
| Strojník                                                       | 3                  | 6                  | 4                  | 6                  | 2                  |
| Hasič, starší hasič                                            | 6                  | 12                 | 5                  | 12                 | 4                  |
| Požární technika a věcné prostředky požární ochrany            |                    |                    |                    |                    |                    |
| Cisternová automobilová stříkačka v základním provedení        | 1                  | 1                  | 1                  | 1                  | 1*                 |
| Dopravní automobil                                             | 1                  | 1                  | 1                  | 1                  | 1*                 |
| Automobilový žebřík do 30 m                                    | 1**                | 1**                | 1**                | 1**                | -                  |
| Automobilová plošina do 30 m                                   | 1**                | 1**                | -                  | -                  | -                  |
| Odsavač kouře nebo přetlakový ventilátor                       | 1*                 | 1*                 | 1*                 | 1*                 | 1*                 |
| Motorová stříkačka                                             | 1*                 | 1*                 | 1*                 | 1*                 | 1                  |
| Izolační dýchací přístroj                                      | 4                  | 8*                 | 4                  | 8*                 | 4*                 |
| Vozidlová radiostanice požární ochrany                         | 2                  | 2                  | 2                  | 2                  | -                  |
| Přenosná radiostanice požární ochrany                          | 2                  | 4                  | 2                  | 4                  | 1*                 |
| Mobilní telefon                                                | 1*                 | 1*                 | 1*                 | 1*                 | 1*                 |

* Jednotka sboru dobrovolných hasičů obce je vybavena uvedenou požární technikou, věcnými prostředky požární ochrany, jen pokud je to odůvodněno plošným pokrytím, dokumentací zdolávání požáru objektů, jejichž ochranu před požáry a mimořádnými událostmi jednotka zabezpečuje. Do počtu izolačních dýchacích přístrojů, přetlakových ventilátorů a motorových stříkaček se započítávají také tyto prostředky umístěné v CAS nebo v jiné požární technice ve vybavení jednotky.
** Vybavení jednotky sboru dobrovolných hasičů obce výškovou technikou se provádí podle obdobné zásady jako u stanic HZS, jednotka je vybavena požární technikou a věcnými prostředky požární ochrany, jen pokud to odůvodňuje požární nebezpečí území, havarijní plán kraje nebo dokumentace zdolávání požáru objektů, jejichž ochranu před požáry a mimořádnými událostmi jednotka zabezpečuje.

## Právní rámec
Podle § 68 zákona č. 133/1985 Sb., o požární ochraně, ve znění zákona č. 237/2000 Sb. obec zřizuje a spravuje jednotku sboru dobrovolných hasičů obce. Z právního hlediska tedy jednotka, kterou podle tohoto zákona zřídí obec, není totožná s občanskými sdruženími, jimiž většinou jsou sbory dobrovolných hasičů (SDH), ale prakticky bývá nejčastěji obcí jmenována po dohodě s těmito dobrovolnickými spolky a z jejich členů – obec však musí zřídit jednotku i v případě, kdy v obci žádné dobrovolné sdružení není. Velitele této jednotky, po vyjádření hasičského záchranného sboru kraje k jeho způsobilosti vykonávat funkci velitele, jmenuje a odvolává starosta obce. Přihlíží přitom k návrhu občanského sdružení působícího na úseku požární ochrany.
Jednotek složených ze členů dobrovolných sborů se týkají tytéž zákony jako profesionálních sborů, konkrétně
- Zákon č. 133/1985 Sb., o požární ochraně, ve znění dalších zákonů, např. 237/2000 Sb.
- Zákon č. 320/2015 Sb., o hasičském záchranném sboru
- Zákon č. 239/2000 Sb., o Integrovaném záchranném systému
- Zákon č. 240/2000 Sb., tzv. krizový zákon
- Vyhláška č. 247/2001 Sb., o organizaci a činnosti jednotek požární ochrany
- a prováděcí vyhlášky o posuzování zdravotní způsobilosti, odškodnění za poškození na zdraví atd.

## Seznam JSDH
- Jednotky sboru dobrovolných hasičů v Praze
- Jednotky sboru dobrovolných hasičů ve Středočeském kraji
- Jednotky sboru dobrovolných hasičů v Jihočeském kraji
- Jednotky sboru dobrovolných hasičů v Plzeňském kraji
- Jednotky sboru dobrovolných hasičů v Karlovarském kraji
- Jednotky sboru dobrovolných hasičů v Ústeckém kraji
- Jednotky sboru dobrovolných hasičů v Libereckém kraji
  - Jednotky sborů dobrovolných hasičů v okrese Česká Lípa
- Jednotky sboru dobrovolných hasičů v Královéhradeckém kraji
- Jednotky sboru dobrovolných hasičů v Pardubickém kraji
- Jednotky sboru dobrovolných hasičů v Kraji Vysočina
- Jednotky sboru dobrovolných hasičů v Jihomoravském kraji
  - Jednotky sboru dobrovolných hasičů v Brně
  - Jednotky sboru dobrovolných hasičů v okrese Blansko
  - Jednotky sboru dobrovolných hasičů v okrese Brno-venkov
  - Jednotky sboru dobrovolných hasičů v okrese Břeclav
  - Jednotky sboru dobrovolných hasičů v okrese Hodonín
  - Jednotky sboru dobrovolných hasičů v okrese Vyškov
  - Jednotky sboru dobrovolných hasičů v okrese Znojmo
- Jednotky sboru dobrovolných hasičů v Olomouckém kraji
- Jednotky sboru dobrovolných hasičů ve Zlínském kraji
- Jednotky sboru dobrovolných hasičů v Moravskoslezském kraji